# Landgemeinde Schwelm

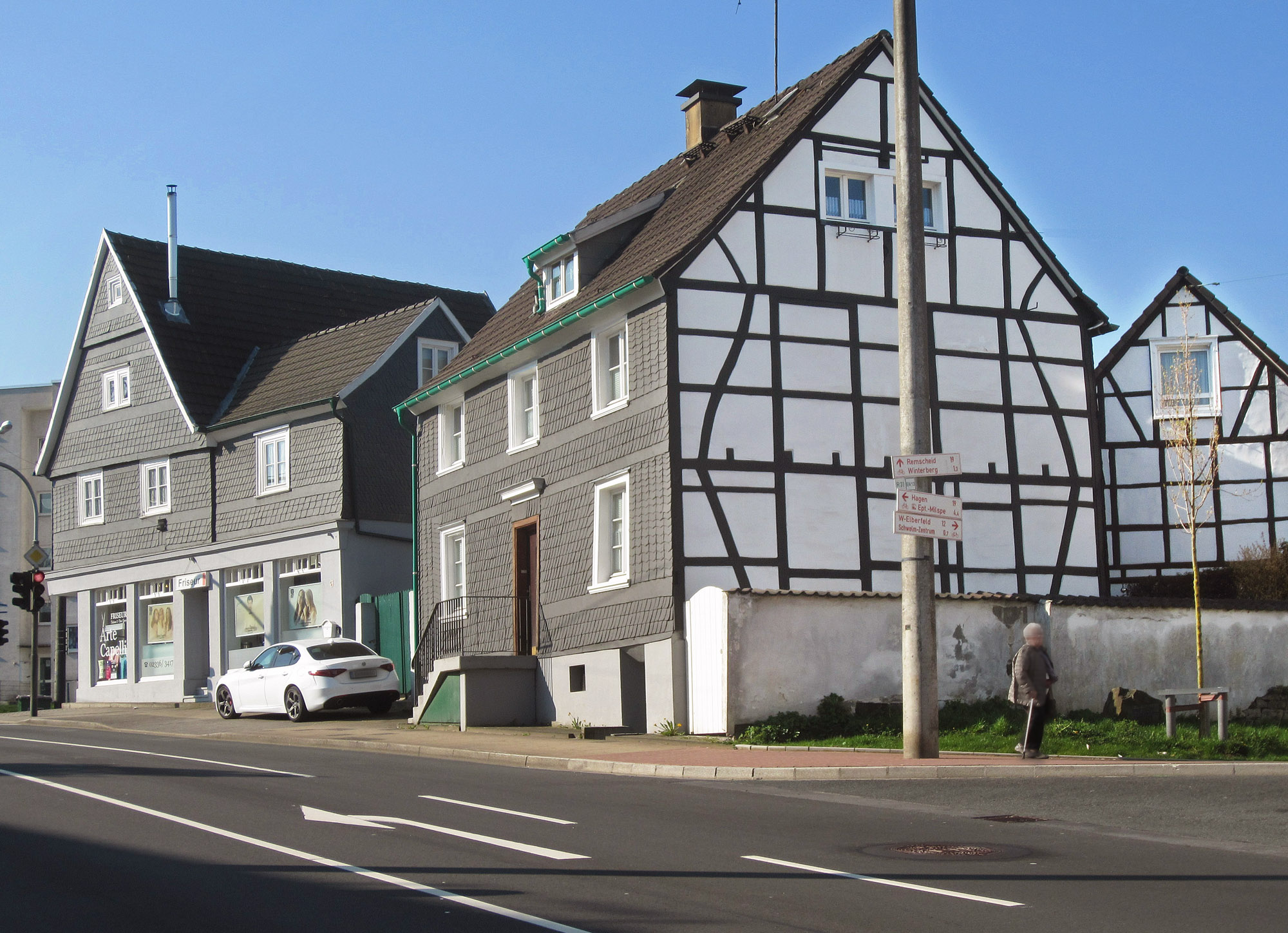
Denkmalgeschützte Häuser in Möllenkotten

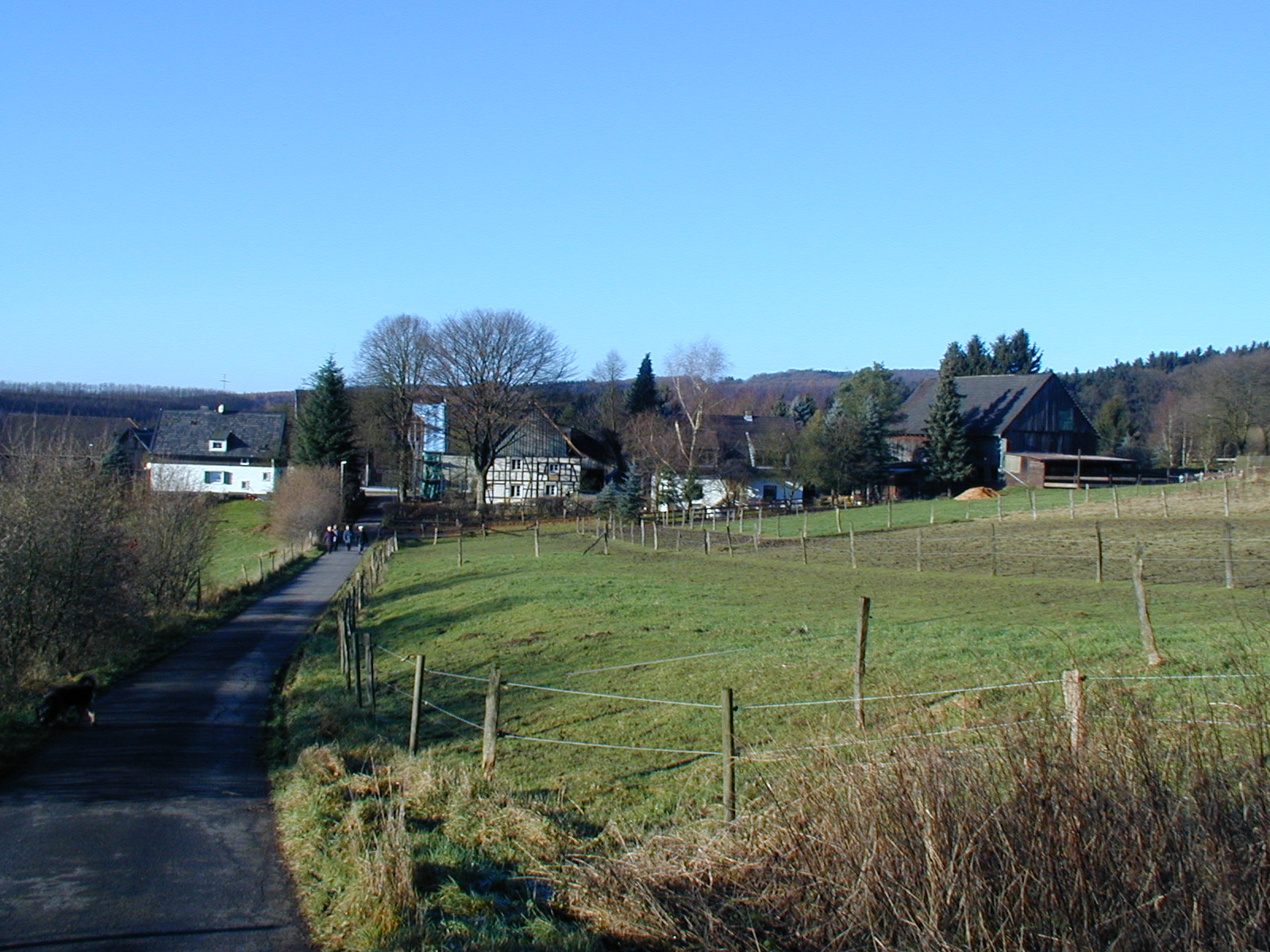
Blick auf Weuste

Die Landgemeinde Schwelm war bis 1879 eine Gemeinde im damaligen Kreis Hagen in der preußischen Provinz Westfalen. Ihr Gebiet gehört heute zur Stadt Schwelm im Ennepe-Ruhr-Kreis in Nordrhein-Westfalen.

## Geographie
Zur Landgemeinde Schwelm gehörten die Dörfer und Weiler Dahlhausen, Delle, Ehrenberg, Loh, Möllenkotten, Oehde, Schwelmerbrunnen, Vesterberg, Vörfken, Weuste und Winterberg. Die Stadt Schwelm bildete eine Enklave im Zentrum des Gemeindegebiets.
Die bevölkerungsreichsten Teilorte waren 1871 Möllenkotten mit 1067 und Ehrenberg mit 610 Einwohnern.

## Geschichte
Die Trennung zwischen der Stadt Schwelm und den umliegenden Orten bestand bereits im Amt Wetter der Grafschaft Mark, als das Gebiet der späteren Landgemeinde die Bauerschaft Schwelm umfasste. Unter preußischer Herrschaft wurde aus der Bauerschaft Schwelm die Landgemeinde Schwelm, die ab 1844 auch das Amt Schwelm bildete, nachdem die Stadt Schwelm amtsfrei wurde.
Am 1. Januar 1879 wurde die Landgemeinde Schwelm in die Stadt Schwelm eingegliedert.

## Einwohnerentwicklung
| Jahr | Einwohner |
| ---- | --------- |
| 1832 | 2329      |
| 1871 | 3939      |

## Baudenkmäler
Auf dem ehemaligen Gemeindegebiet stehen heute
- in Brunnen (früher Schwelmerbrunnen) die Wohnhäuser Brunnenstraße 12 und 14, Haus Friedrichsbad in der Brunnenstraße 28 sowie das Brunnenhäuschen und die Wegachsen im alten Kurpark
- in Delle der Jüdische Friedhof Schwelm
- in Loh das Gartenhaus Hattinger Straße 45
- in Möllenkotten die Wohnhäuser Möllenkotter Straße 2 und 4
- in Oehde das Wohnhaus Barmer Straße 47 sowie
- in Winterberg das Wohnhaus Beyenburger Straße 2

unter Denkmalschutz.